# Umpfen (Rhön)
Der Umpfen bei Kaltennordheim im Landkreis Schmalkalden-Meiningen ist ein 700,6 m ü. NHN hoher Berg in der Rhön in Thüringen (Deutschland).

## Geographische Lage
Der Umpfen befindet sich innerhalb der Vorderen Rhön im Landkreis Schmalkalden-Meiningen nördlich von Kaltennordheim, westlich von Kaltenlengsfeld und südöstlich von Fischbach. Westlich wird der Berg ungefähr in Süd-Nord-Richtung von der Felda (Zufluss der Werra) passiert.

## Geschichte

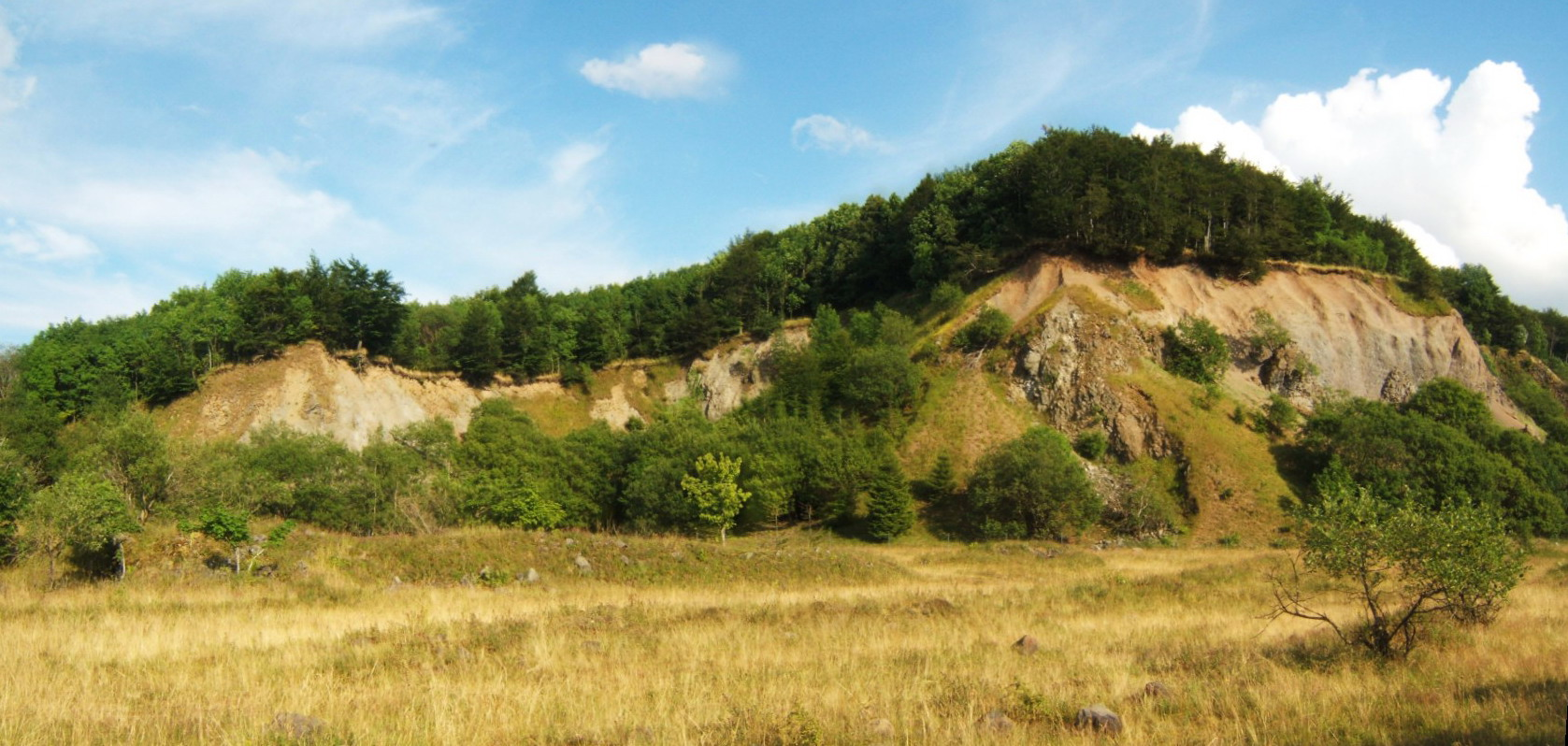
Der Steinbruch auf dem Umpfen

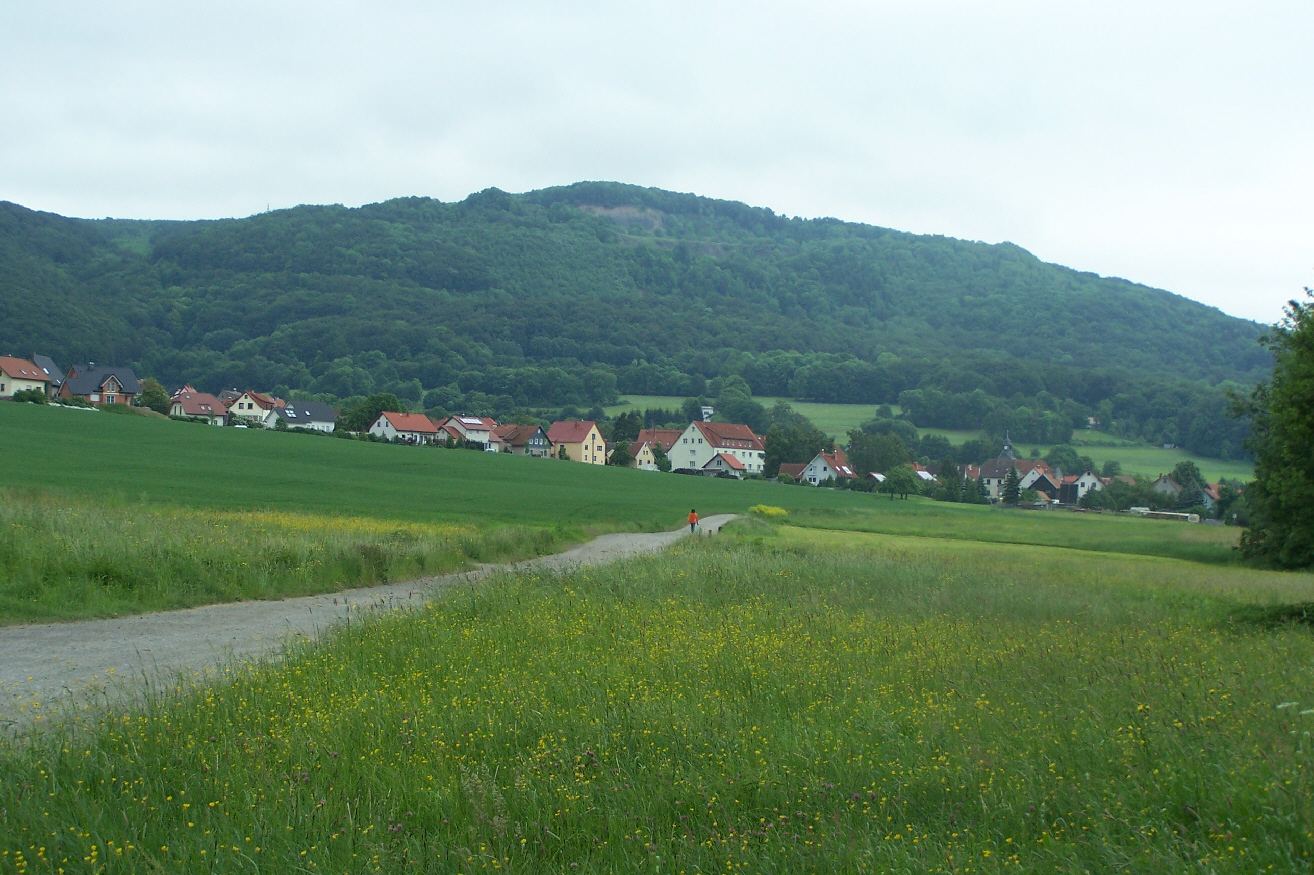
Fischbach am Umpfen

Auf dem westlichen Gipfelplateau des Umpfen befinden sich ausgedehnte Reste keltischer Wallanlagen, die zwischen 2.000 und 2.500 Jahre alt sind.
An seiner Westseite befand sich früher ein Basaltsteinbruch, in dem während des Zweiten Weltkriegs sowjetische Kriegsgefangene Zwangsarbeit leisten mussten.

## Bergbeschreibung
Von Kaltenlengsfeld führt (am Dorfgemeinschaftshaus abzweigend) ein Fahrweg zum Umpfen. Hier bietet sich ein schöner Blick über das Dorf. Man gelangt zur Ski- und Wanderhütte Rhönbrise, die eine Gaststätte sowie ein Bettenlager für Wanderer beinhaltet. Von hier oben genießt man einen schönen Blick auf die Berge der Rhön, z. B. zur Gebaberg (Hohe Geba), zur Wasserkuppe, zur Milseburg und auch bis in den Thüringer Wald zum Großen Inselsberg, zum Turm des Schneekopfs und zum Dolmar.
Oberhalb der Rhönbrise befindet sich ein Sendemast. An ihm vorbei führt der Rundweg um den Gipfel zum ehemaligen Steinbruch. Von der unteren Kante bietet sich hier ein herrlicher Blick über das obere Feldatal nach Fischbach/Rhön, Diedorf, Empfertshausen, Andenhausen, Zella/Rhön und Föhlritz unterhalb des Gläserbergs. Dem Weg wieder in Richtung Rhönbrise folgend, zweigt nach rechts der Weg nach Kaltennordheim ab, der sich als zweite Aufstiegsmöglichkeit anbietet.
Weiter in Richtung Rhönbrise gelangt man auch zum Aussichtspunkt Dachstein, von wo man einen Blick auf Kaltennordheim und Kaltensundheim mit der Alten Mark genießt.

## Basaltabbau
Erste Berichte vom Basaltabbau, noch in reiner Handarbeit, für private und kommunale Verwendung gibt es aus 1910. 1914 wurde von der Firma Leimbach & Co. an der Feldabahn ein Basaltwerk (50° 38′ 49″ N, 10° 9′ 32″ O) mit Brecher, Sieben, Siloanlage und Verladegleis errichtet, zu dem der Basalt mit einer Seilbahn vom Steinbruch am Umpfen transportiert wurde. Die Firmeninhaber mussten im Zuge der Arisierung das Werk 1935 an die Bayrische Hartsteinwerke AG im Besitz der Miteigentümerfamilie Fichtel der Fichtel & Sachs AG abgeben. Nach dem Zweiten Weltkrieg wurde diese von der Sowjetischen Militäradministration in Deutschland enteignet und ab 1951 war das „Eigentum des Volkes“. 1953 wurde es dem VEB Basaltwerk Masbach angegliedert und gehörte somit zum VEB Naturstein- und Mineralwerke Thüringen mit Sitz in Steinach.
Vor dem Zweiten Weltkrieg wurde das Gestein erst von Hand und später durch Sprengen aus der Wand gebrochen und dann über eine Winkelstation mit der Seilbahn zum Brecherwerk transportiert. Es bestand keine Feldbahn und die Seilbahnwagen wurden direkt am Steinbruch in Handarbeit beladen. Nach dem Zweiten Weltkrieg wurde auf der Sohle des Steinbruchs eine Vorbrecheranlage geplant und auch mit dem Bau begonnen, von der das Gestein mit der Seilbahn ohne Winkelstation zum Basaltwerk transportiert werden sollte. Aus nicht bekannten gründen wurde sie nie fertiggestellt. 1978 wurden der Steinbruch und das Werk geschlossen. Die Gebäude wurden gesprengt. 2004 waren noch von Büschen bewachsene Trümmer zu sehen.

## Einzelnachweise

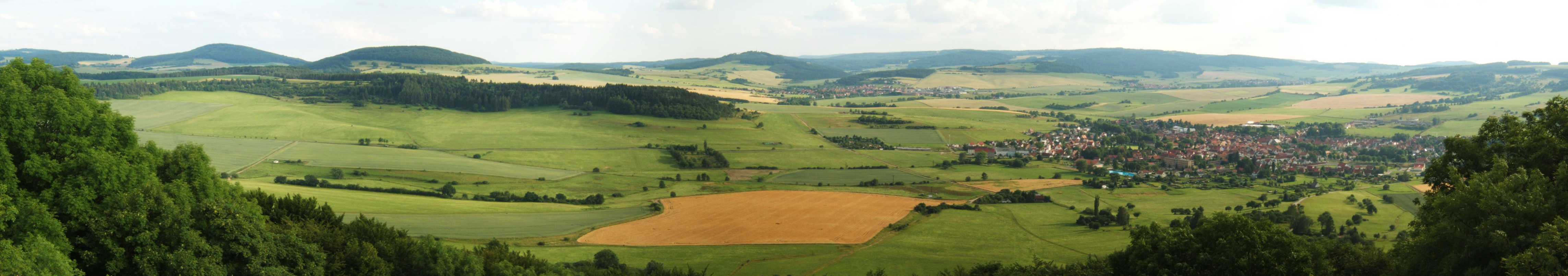
Blick vom Dachstein zu Diesburg, Leichelberg, Alter Mark, auf Kaltensundheim und Kaltennordheim (v. l. n. r.)